# Cycnus phaleros
Cycnus phaleros är en fjärilsart som beskrevs av Carl von Linné 1767. Cycnus phaleros ingår i släktet Cycnus och familjen juvelvingar. Inga underarter finns listade i Catalogue of Life.